# Will Scheller
Will Scheller (* 28. Oktober 1890 in Kassel; † 23. Juni 1937 ebenda) war ein deutschsprachiger Schriftsteller, Dichter und Herausgeber.

## Leben
Will Scheller schrieb vorwiegend Gedichte, Biografien, Essays und Erzählungen. Er verfasste und publizierte nicht nur eigene Schriftstücke, sondern rezensierte auch die Werke anderer deutscher Dichter in der Presse.

## Werke (Auswahl)
- Stefan George: Ein deutscher Lyriker. Hesse & Becker, Leipzig 1918.
- Hessische Köpfe. 2 Bände, Heimatschollen-Verlag, Melsungen 1923/1933.
- Wilhelm Hauff. Ph. Reclam jun., Leipzig 1927.
- Der letzte Kurfürst: Wesen u. Schicksal in Anekdoten. Bärenreiter-Verlag, Kassel 1933.
- Lilofee: Ein Gedicht-Kreis. Bernecker, Melsungen 1933.
- Die Schlange. um 1920 (online).
- Der Basilisk. Eine Erzählung aus dem mittelalterlichen Wien. um 1930 (online).